# Distrikt Raimondi
Der Distrikt Raimondi (alternative Schreibweise: Distrikt Raymondi) liegt in der Provinz Atalaya in der Region Ucayali in Ost-Peru. Der Distrikt wurde am 2. Juli 1943 gegründet. Benannt wurde der Distrikt nach dem italienischen Naturforscher Antonio Raimondi (1826–1890).
Der Distrikt besitzt eine Fläche von 14.582 km². Beim Zensus 2017 lebten 39.732 Einwohner im Distrikt. Im Jahr 1993 lag die Einwohnerzahl bei 18.341, im Jahr 2007 bei 37.782. Die Distriktverwaltung befindet sich in der am Westufer des Río Tambo auf einer Höhe von 228 m gelegenen Provinzhauptstadt Atalaya mit 12.946 Einwohnern (Stand 2017). Etwa 2 km nördlich von Atalaya vereinigt sich der Río Tambo mit dem aus Südosten kommenden Río Urubamba zum Río Ucayali.

## Geographische Lage
Der Distrikt Raimondi liegt am Westrand des Amazonasbeckens. Die Flüsse Río Urubamba und Río Ucayali durchqueren den Distrikt in nordwestlicher bzw. nördlicher Richtung. Im Nordwesten erhebt sich der Gebirgszug des Sira-Gebirges. Im Süden umfasst der Distrikt die Einzugsgebiete der linken Urubamba-Nebenflüsse Río Cumarillo, Río Mapalja und Río Huao sowie im Westen das des linken Ucayali-Nebenflusses Río Unine. Im Osten erstreckt sich der Distrikt über die Einzugsgebiete von Río Mapuillo, Río Inuya und Río Cohengua.
Der Distrikt Raimondi grenzt im Westen an den Distrikt Puerto Bermúdez (Provinz Oxapampa), im Norden an den Distrikt Tahuanía, im Nordosten an den Distrikt Yurúa, im Osten an den Distrikt Purús (Provinz Purús), im Südosten an den Distrikt Sepahua sowie im Südwesten an die Distrikte Río Tambo (Provinz Satipo) und Pichanaqui (Provinz Chanchamayo).